# Seznam belgijskih kolesarjev
Seznam belgijskih kolesarjev.

## A
- Wout van Aert
- Jean Aerts
- Mario Aerts
- Sander Armée

## B
- Frederik Backart
- Adelin Benoît
- Tiesj Benoot
- Kris Boeckmans
- Tom Boonen
- Jean Brankart
- Stig Broeckx
- Johan Bruyneel
- Lucien Buysse

## C
- Victor Campenaerts
- Dimitri Claeys
- Claude Criquielion

## D
- Sean De Bie
- Fred De Bruyne
- Jens Debusschere
- Odile Defraye
- Thomas De Gendt
- Gustaaf Deloor
- Antoine Demoitié
- Frans De Mulder
- Dries Devenyns
- Roger De Vlaeminck
- Liesbet De Vocht
- Maurice De Waele
- Kevin De Weert
- Stan Dewulf
- Jimmy Duquennoy
- Ann-Sophie Duyck

## E
- Remco Evenepoel

## G
- Romain Gijssels
- Philippe Gilbert
- Matthew Gilmore

## H
- Rune Herregodts

## I
- Kevyn Ista

## J
- Roy Jans

## K
- Gilbert Kaes
- Iljo Keisse
- Jens Keukeleire
- Marcel Kint
- Lotte Kopecky

## L
- Firmin Lambot
- Bjorg Lambrecht
- Yves Lampaert
- Willy Lauwers
- Roland Liboton
- Victor Linart

## M
- Freddy Maertens
- Nikolas Maes
- Romain Maes
- Sylvère Maes
- Filip Meirhaeghe
- Axel Merckx
- Eddy Merckx
- Maxime Monfort
- Jean-Pierre Monséré
- Johan Museeuw
- Daan Myngheer

## N
- Oliver Naesen
- François Neuville
- Christophe Noppe

## O
- Stan Ockers

## P
- Jasper Philipsen
- Baptiste Planckaert
- Maaike Polspoel

## R
- Gaston Rebry

## S
- Jarl Salomein
- Tosh van der Sande
- Alberic Schotte
- Léon Scieur
- Patrick Sercu
- Pieter Serry
- Jasper Stuyven

## T
- Andrei Tchmil
- Dylan Teuns
- Edward Theuns
- Philippe Thys

## U
- Cian Uijtdebroeks

## V
- Greg Van Avermaet
- Kenneth Vanbilsen
- Jurgen Van den Broeck
- Frank Vandenbroucke
- Jelle Vanendert
- Lennert Van Eetvelt
- Maxim Van Gils
- Lucien Van Impe
- Guillaume Van Keirsbulck
- Rik Van Looy
- Sep Vanmarcke
- Jef Van Meirhaeghe
- Pieter Vanspeybrouck
- Rik Van Steenbergen
- Johan Vansummeren
- Florian Vermeersch
- Loïc Vliegen

## W
- Zico Waeytens
- Jelle Wallays
- Bart Wellens
- Tim Wellens
- Wouter Weylandt